# Mirovni sporazum
Mirovni ugovor ili mirovni sporazum je sporazum između dvije zaraćene strane, najčešće države ili vlade, kojim se formalno završava rat ili oružani sukob.  Razlikuje se od primirja koje je sporazum o obustavljanju neprijateljstava, kao i od predaje kojom jedna od oružanih formacija pristaje položiti oružje.
Prvi primjer mirovnog sporazuma jest ugovor koga su 1258. pr. Kr. sklopili egipatski faraon Ramzes II. i hetitski kralj Hattusili III., a kojim je okončan oružani sukob dviju tadašnjih supersila koji je bio kulminirao krvavom, ali neodlučnom bitkom kod Kadesha 1274. pr. Kr. koja je oslabila obje države. Ugovor je stvoren u dvije identične kopije - na egipatskim hijeroglifima i hetitskom klinopisu - te sadrži 18 članaka kojim se određuje prekid neprijateljstava, međusobna pomoć u slučaju napada treće strane i razmjena izbjeglica.
Osim samog završetka rata, mirovni ugovor u pravilu sadrži i dodatne odredbe kojima je svrha, posredno ili neposredno, spriječiti izbijanje novih sukoba. To se prvenstveno odnosi na ustanovljenje novih ili potvrdu prijeratnih granica, mehanizme za rješavanje budućih sporova, plaćanje ratne odštete, rješavanje statusa ratnih zarobljenika i izbjeglica, rješavanje međusobnih dugova i ustanovljavanje vlasništva, raspolaganje prirodnim resursima te ustanovljavanje ponašanja jedne ili obiju strana (ograničenje opsega i vrste oružanih snaga i sl.).
Sadržaj mirovnih ugovora najčešće ovisi o ishodu ratnog sukoba, ali i vanjskopolitičkim okolnostima i diplomatskoj vještini pregovarača.
Najpoznatiji mirovni ugovori u historiji su Westfalski mir koji je uveo načelu moderne nacionalne države i međunarodne diplomacije; Pariški mirovni sporazum iz 1815. godine kojim su potvrđene odluke Bečkog kongresa i Versajski mirovni ugovor kojim je uređena Europa nakon prvog svjetskog rata.